# هيئة الأراضي الإسرائيلية
هيئة الأراضي الإسرائيلية (بالعبرية: רשות מקרקעי ישראל‏). (بالعربية: هيئة الأراضي الإسرائيلية). هي هيئة حكومية تم إنشاؤها كجزء من إصلاح إدارة الأراضي الإسرائيلية. بعد كل التغييرات التنظيمية وإعادة ترتيب الموظفين، ستحل محل إدارة الأراضي الإسرائيلية.

## التاريخ
«القانون الأساسي: أراضي إسرائيل» يرسي مبدأ أن الأراضي الإسرائيلية مملوكة وطنياً، ولا يمكن بيعها ويمكن تأجيرها فقط. لذلك يتم منح مشترين الأرض حقوق المستأجر فقط، وليس حقوق الملكية الكاملة رسمياً. بناءً على هذا القانون والعديد من القوانين الأخرى، تم إنشاء إدارة أراضي إسرائيل في عام 1960. إنها منظمة تشرف على الاستخدام السليم للأراضي في الملك العام وتدير حوالي 93٪ من الأراضي الإسرائيلية.
ابتداءً من بداية العقد الأول من القرن العشرين، يدور نقاش مستمر يشمل المسؤولين الحكوميين حول ما إذا كان يمكن حل القضايا المختلفة الناشئة عن الملكية الوطنية للأرض. في 12 يوليو 2003 وفي 4 فبراير 2004 والقانون والعدل لجنة الدستور التقى كلجنة للدستور بالإجماع واسعة لمناقشة هذه المشكلة.

## النقاش
تحدى العديد من الخبراء الأكاديميين ضرورة الاحتفاظ بنسبة 93٪ من الأراضي العامة المملوكة للدولة، والبروفيسور هانش داغان من جامعة تل أبيب والبروفيسور راشيل الترمان من معهد التخنيون - معهد إسرائيل للتكنولوجيا. وأشاروا إلى أن القانون يسمح ببعض الاستثناءات لحظر بيع أراضي الدولة واقترحوا عدم وجود حاجة لتغيير القوانين الأساسية (الدستورية) - يمكن توسيع نطاق هذه الاستثناءات عن طريق التشريعات العادية.
وفقًا للبروفيسور جوشوا وايزمان من الجامعة العبرية بالقدس، ينص في الواقع على أن حقوق المؤجر مساوية لحقوق المالك. هذا بسبب:
1. إن عقود الإيجار الممنوحة من قبل سلطة الأراضي الإسرائيلية طويلة الأجل - وعادة ما تكون مدتها 49 سنة.
2. المبلغ المدفوع مقابل عقود الإيجار قريب جدًا من سعر السوق للملكية الكاملة.
3. الدولة لا تستحوذ على أرضها بالفعل عندما تنفد عقود الإيجار.[1]

وهو يعتقد أيضًا أن المبدأ الأساسي للقانون الأساسي: يجب أن تظل أراضي إسرائيل كما هي لأنها واحدة من السمات الأساسية للنظام القانوني الإسرائيلي. سبب آخر هو أن إسرائيل بلد صغير مع احتياطيات محدودة من الأراضي.

## استصلاح الأراضي
تأثرت بهذا النقاش، في أبريل 2009 أصدرت وزارة المالية الإسرائيلية ورقة تقدم إصلاحات أساسية للاقتصاد الإسرائيلي في 2009-2010. وقال «لتمرير القانون على ملكية الأراضي للسماح لجميع المستأجرين عقد عقود الإيجار للسكن والتوظيف (الحصول على حقوق الملكية الكاملة)». وقد اقترح إنشاء وكالة حكومية جديدة لهذا الغرض - سلطة الأراضي الإسرائيلية. يجب أن يبدأ الإصلاح من الأراضي الحضرية، لكن بعض أجزاء هذه الورقة لاحظت أيضًا أهمية خصخصة الأراضي الزراعية. رأى خبراء ماليون في الوزارة أن إدارة الأراضي الإسرائيلية هي العائق الرئيسي للتنمية الاقتصادية للدولة حيث أن الأنشطة الاقتصادية الرئيسية تعتمد على مرونة احتياطي الأراضي.
تم تنفيذ هذه التغييرات في قانون الترتيبات لعام 2009 بما في ذلك قسم يسمى «إصلاح الأراضي الإسرائيلية». كان هذا الإصلاح جزءًا من عملية الخصخصة في إدارة الأراضي الإسرائيلية وانتقدها الجمهور بشدة.

### مكونات الإصلاح
1. منح حقوق الملكية للمستأجرين من العقارات المخصصة للإقامة والتوظيف على الأراضي الحضرية.
2. تغيير تنظيمي داخلي شامل لإدارة الأراضي الإسرائيلية وتحويلها إلى سلطة الأراضي الإسرائيلية.

### أهداف الإصلاح
- تقليل عدد العوائق البيروقراطية وخفض تكاليف السكن وأصحاب الأعمال الصغيرة - حقوق الملكية الممنوحة ستقلل من اعتماد مالكي الأراضي من دائرة أراضي إسرائيل؛
- زيادة المخزون من الأراضي للبناء.
- التركيز على تحقيق أهداف الهيئة - سوف يقلل عدد مستأجري الإيجار من عدد العملاء للعلاج، وسيساعد على التركيز على القضايا الهامة الأخرى.
- حماية البيئة وحماية المناطق المفتوحة من خلال تكثيف البناء والحفاظ على احتياطي الأراضي غير المتطورة للأجيال القادمة؛
- منح منفعة للطبقة المتوسطة وحقوق منح منح منخفضة مجانًا لمالكي المستأجرين في وسط البلد وفي المحيط؛
- حماية المصالح الوطنية.

## تكوين الهيئة
في آب (أغسطس) 2009، أقر الكنيست قانون سلطة الأراضي الإسرائيلية الذي يسمح للناس بامتلاك الأراضي في إسرائيل بدلاً من استئجارها. وفقًا للقانون، سيتم تقسيم خصخصة الأراضي إلى خطوتين، مع قيام فريق من الوزراء بفحص الإصلاح. كجزء من نفس الهيئة التشريعية وكجزء من الإصلاح الزراعي، تم إنشاء سلطة الأراضي الإسرائيلية.
بموجب الإصلاح، سيتم بيع حوالي 200000 فدان من الأراضي المملوكة للدولة، والتي تشكل 4٪ من إجمالي الأراضي الإسرائيلية، للمشترين من القطاع الخاص، بما في ذلك ملاك المنازل والمطورين وكيبوتسات. وسوف تسرع خطط التنمية، وتقدم المزيد من المساكن بسرعة إلى السوق، وبالتالي تساعد في خفض أسعار المساكن المرتفعة وتعزيز الاقتصاد الإسرائيلي. ستكتسب البلديات قوة أكبر في تخصيص الأراضي وتطويرها.
وفقًا للنشرة الصحفية الحكومية الرسمية، «تم تصميم الإصلاحات لتقليل العوائق البيروقراطية لأصحاب المنازل الذين يرغبون في توسيع منازلهم وإشراك الحكومة في سوق العقارات، وتمكين إدارة الأراضي الإسرائيلية من التركيز على تطوير وتسويق أراضي الدولة بدلا من التعامل مع الوحدات السكنية المؤجرة». تهدف الإصلاحات إلى توفير عدد أكبر من الوحدات السكنية التي من شأنها أن تتسبب في انخفاض أسعار المساكن.
بناءً على الاتفاق الذي تم التوصل إليه بعد إجراء مفاوضات بين إدارة ILA ووزارة المالية والنقابات، سيترك حوالي 200 من موظفي ILA وظائفهم طوعًا، أما بالنسبة للباقي فسيتم دمجهم في هيكل منظمة سلطة الأراضي الإسرائيلية الجديدة.

## أهداف سلطة أراضي إسرائيل
وفقًا للتعديل 7 (2009) من قانون إدارة الأراضي الإسرائيلية (1960)، فإن أهداف إدارة الأراضي الإسرائيلية هي كما يلي.
- إدارة الأراضي الإسرائيلية كمورد لتطوير دولة إسرائيل لصالح الجمهور والبيئة وللأجيال المقبلة، مع ترك احتياطيات كافية من الأراضي لهذا الغرض ولتطوير البلد في المستقبل، مع توازن مناسب بين الاحتياجات في الحفاظ على التنمية وتسويق الأراضي للحفاظ على محميات الأراضي للأغراض العامة.
- تعزيز المنافسة في سوق الأراضي ومنع تركيز حيازات الأراضي[7]

## وظائف سلطة الأراضي الإسرائيلية
وفقًا للتعديل 7 (2009) من قانون إدارة الأراضي الإسرائيلية (1960)، فإن وظائف دائرة أراضي إسرائيل هي كما يلي.
- تخصيص الأرض للسكن، الإسكان الميسور، الإسكان العام، التوظيف، تخصيصات المساحة المفتوحة، ولأغراض أخرى في المواقع والمبالغ المطلوبة لتلبية احتياجات الاقتصاد والمجتمع والبيئة، بما في ذلك الاحتياجات المستقبلية.
- حيازة الأراضي ومصادرة الأراضي للدولة وفقًا للقانون، وفي المقام الأول للأغراض البيئية.
- حماية حقوق أصحاب الأراضي في إسرائيل.
- الترويج لتسجيل الحقوق العقارية في كتب أرض إسرائيل.
- تقديم الخدمات لأصحاب الأراضي في إسرائيل كما هو مطلوب لإدارة وتنفيذ حقوقهم.
- نشر معلومات حول الأراضي الإسرائيلية، بما في ذلك تفاصيل الاتفاقيات التي أبرمتها السلطة فيما يتعلق بالأراضي التي تديرها، والبيانات المتعلقة بتوافر الأراضي الإسرائيلية المخططة لتطوير وصيانة الأراضي المفتوحة.
- أي وظيفة أخرى متعلقة بإدارة الأراضي الإسرائيلية مفروضة عليها بموجب القانون أو بموجب أي قرار حكومي.

## الهيكل التنظيمي
يرأس سلطة الأراضي الإسرائيلية الرئيس التنفيذي لـ ILA المعين من قبل رئيس الوزراء ووزراء آخرين لمدة 5 سنوات. الرئيس التنفيذي الحالي (ابتداء من سبتمبر 2011) هو بنتزي ليبرمان. الرئيس التنفيذي يخضع ل وزير الإسكان والتعمير، في حين أن موظفي دائرة أراضي إسرائيل وموظفي الدولة. يضع مجلس أراضي إسرائيل سياسة لسلطة الأراضي الإسرائيلية.
في 21 كانون الثاني (يناير) 2013، عيّن رئيس الوزراء بنيامين نتنياهو وزير الاتصالات والرفاه السابق موشيه كحلون رئيسًا جديدًا لـ ILA.
يتكون هيكل دائرة أراضي إسرائيل من المقر الرئيسي وثلاثة أقسام:
- قسم الأعمال : المسؤول عن التسويق والعمليات العقارية؛
- قسم صيانة الأراضي: للإشراف وإنفاذ حق الدولة في الأرض؛
- قسم الخدمات : الذي يقدم الخدمات للعاملين بعقود سارية مع إدارة الأراضي الإسرائيلية.

## الإشراف على أنشطة الهيئة
وفقًا للتعديل رقم 7 لسنة (2009) من قانون إدارة الأراضي الإسرائيلية الصادر عام (1960)، سيتم تشكيل مجلس أراضي إسرائيل من قبل الحكومة. سيقوم هذا المجلس بصياغة سياسات الأراضي لسلطة الأراضي الإسرائيلية، والإشراف على أنشطتها والموافقة على ميزانيتها المقترحة التي يحددها القانون. سيقدم مدير ILA تقريراً مفصلاً عن أنشطة المنظمة إلى مجلس أراضي إسرائيل مرتين في السنة. كما ستقدم الحكومة تقريراً إلى لجنة الشؤون الاقتصادية بالكنيست مرة واحدة على الأقل كل عام. سيرأس مجلس الأراضي الإسرائيلي الوزير وسيضم 13 عضواً آخر تختارهم الحكومة، 7 منهم من الحكومة و 6 من الصندوق القومي اليهودي.